# بریمسون (مینه‌سوتا)
بریمسون (به انگلیسی: Brimson) یک منطقهٔ مسکونی در ایالات متحده آمریکا است که در Ault Township واقع شده‌است. بریمسون ۴۰ نفر جمعیت دارد و ۴۶۳٫۰ متر بالاتر از سطح دریا واقع شده‌است.